# كيسان بن عبد
كيسان بن عبد هو الصحابي كيسان بن عبد والد نافع بن كيسان. ويقال هو كيسان بن عبد الله بن طارق، أحد صحابة النبي محمد .

## ماجاء في ذكرة
قال أبو نعيم (( كيسان والد نافع يكنى بأبي نافع))
أفرده سليمان بن أحمد عن كيسان أبي عبد الرحمن وقال: كيسان أبو نافع، غير المتقدم.

## رواياتة في الحديث
روى عن النبي ﷺ عن تحريم الخمر، أخبرنا أبو ياسر بن أبي حبه باسناده عن عبد الله بن أبي أحمد حدثنا أبي حدثنا قتيبه بن سعد حدثنا ابن لهيعة عن سليمان بن عبد الرحمن عن نافع بن كيسان أن أبان اخبره أنه كان يتجر بالخمر في زمن رسول الله ﷺ وأنه أقبل من الشام معه خمر في الزقاقيريد بها التجارة فأتى رسول الله صلي الله عليه وسلم فقال. ((انها حرمت وحرم ثمنها)) فانطلق كيسان إلى الزقاق فأخذ بارجلها ثم أهراقها. رواه أحمد.